# چی چنگ (دونده)
چی چنگ (انگلیسی: Chi Cheng؛ زادهٔ ۱۵ مارس ۱۹۴۴) دونده اهل تایوان بود.
از افتخارات وی میتوان به کسب مدال برنز دو ۸۰ متر با مانع در بازی‌های المپیک تابستانی ۱۹۶۸ اشاره کرد.